# Список глав государств в 786 году
Список глав государств в 785 году — 786 год — Список глав государств в 787 году — Список глав государств по годам

## Африка
- Гао — Айам Каравей, дья (ок. 780 — ок. 800)
- Ифрикия — Язид ибн Хатим аль-Мухаллаби, наместник (772 — 787)
- Канем — Дугу, маи (ок. 784 — ок. 835)
- Некор[англ.] — Саид I ибн Идрис, эмир[англ.] (760 — 803)
- Рустамиды — Абд ар-Рахман ибн Рустам, имам (778 — 787)
- Сиджильмаса — Абу-л-Визир Илйас, эмир (783 — 790)

## Америка
- Мутульское царство (Тикаль) — Яш-Нун-Айин II, царь (768 — ок. 790)
- Шукууп (Копан) — Йаш-Пасах-Чан-Йо’паат, царь (763 — ок. 810)
- Яшчилан (Пачан) — Ицамнах-Балам IV, божественный царь (771 — ок. 800)

## Азия
- Абхазия — Леон II, князь (767 — 811)
- Аббасидский халифат —
  - Муса аль-Хади, халиф (785 — 786)
  - Харун ар-Рашид, халиф (786 — 809)
- Бохай (Пархэ) — Да Циньмао (Вэнь-ван), ван (737 — 793)
- Грузия —
  - Картли — Стефаноз III, эрисмтавар (780 — 786)
  - Кахетия —
    - Арчил, князь[англ.] (736 — 786)
    - Юаншер, князь[англ.] (786 — 807)
    - Григол, князь[англ.] (786 — 827)
- Дханьявади — Тюрия Кету, царь[англ.] (746 — 788)
- Индия —
  - Венги (Восточные Чалукья) — Вишнувардхана IV, махараджа (772 — 806)
  - Гурджара-Пратихара — Ватсараджа, махараджа (ок. 780 — ок. 800)
  - Западные Ганги — Шрипуруша, махараджа (726 — 788)
  - Кашмир — Джаяпида, махараджа[нем.] (ок. 779 — ок. 813)
  - Пала — Дхармапала, царь (770 — 810)
  - Паллавы (Анандадеша) — Паллавамалла Нандиварман II, махараджа (733 — 795)
  - Пандья — Парантака Недунджадайян, раджа (765 — 790)
  - Раштракуты — Дхрува I Дхараварша, махараджадхираджа (780 — 793)
- Индонезия —
  - Матарам (Меданг) — Дхаранидра, шри-махараджа (ок. 780 — ок. 800)
  - Сунда — Прабу Гилингвеси, король (783 — 795)
  - Шривиджайя — Самарагравира, махараджа (782 — 792)
- Китай (Династия Тан) — Дэ-цзун (Ли Ко), император (779 — 805)
- Кхмерская империя (Камбуджадеша) — Джаяварман II, император (ок. 770 — ок. 835)
- Наньчжао — Сяохэн-хуанди (Мэн Имоусюнь), ван (779 — 808)
- Паган — Хтун Лут, король[англ.] (785 — 802)
- Раджарата (Анурадхапура) — Аггабодхи VII, король (781 — 787)
- Силла — Вонсон, ван (785 — 798)
- Табаристан (Баванди) — Шервин I, испахбад (771 — 797)
- Тибет — Тисонг Децэн, царь (755 — 797)
- Тямпа — Сатьяварман, князь (ок. 770 — ок. 787)
- Уйгурский каганат — Дуньмага, каган (780 — 789)
- Ченла — Махипитаварман, король (780 — 788)
- Япония — Камму, император (781 — 806)

## Европа
- Аквитания — Людовик I Благочестивый, король (781 — 814)
  - Васкония — Адальрик, герцог (778 — ок. 801)
  - Жирона — Ростан, граф (785 — ок. 801)
  - Тулуза — Корсон, граф (778 — 790)
- Англия —
  - Восточная Англия — Этельред I, король (ок. 760 — ок. 790)
  - Думнония — Освальд ап Каврдол, король (770 — 790)
  - Кент — Оффа, король (785 — 796)
  - Мерсия — Оффа, король (757 — 796)
  - Нортумбрия — Эльфволд I, король (779 — 788)
  - Уэссекс —
    - Киневульф, король (757 — 786)
    - Беотрик, король (786 — 802)

  - Эссекс — Сигерик, король (758 — 798)
- Астурия — Маурегато, король (783 — 789)
- Болгарское царство — Кардам, хан (777 — 802)
- Венецианская республика — Маурицио Гальбао, дож (764 — 787)
- Византийская империя — Константин VI Слепой, император (780 — 797)
  - Неаполь — Григорий II, герцог (767 — 794)
- Волжская Булгария — Тукый, хан (ок. 765 — 815)
- Дания — Рагнар Лодброк, король (756 — 794)
- Ирландия — Доннхад Миди мак Домналл, верховный король (770 — 797)
  - Айлех — Маэл Дуйн мак Аэдо Аллайн, король (770 — 788)
  - Коннахт —
    - Типрайте мак Тайдг, король (782 — 786)
    - Муиргиуса, король (786 — 815)
    - Кинед, король (786 — 792)

  - Лейнстер — Бран Ардхенн, король (785 — 795)
  - Миде — Доннхад Миди мак Домналл, король (766 — 797)
  - Мунстер —
    - Маэль Дуйн, король (766 — 786)
    - Олхобар I, король (786 — ок. 796)

  - Ольстер — Фиахна мак Аэд, король (750 — 789)
- Кордовский эмират — Абд ар-Рахман I, эмир (756 — 788)
- Италийское королевство — Пипин, король (781 — 810)
  - Беневенто — Арехис II, князь (774 — 787)
  - Сполето — Гильдепранд, герцог (774 — 788)
  - Фриуль — Маркарий, герцог (776 — 787)
- Папская область — Адриан I, папа римский (772 — 795)
- Саксы — Видукинд, вождь (777 — 810)
- Сербия — Вышеслав, князь (768 — 814)
- Уэльс —
  - Брихейниог — Грифид ап Элисед, король (770 — 805)
  - Гвент — Атруис III ап Фарнвайл, король (775 — 810)
  - Гвинед — Карадог ап Мейрион, король (754 — 798)
  - Гливисинг — Артвайл Старый, король (785 — 825)
  - Дивед — Маредид ап Теудос, король (760 — 798)
  - Поуис — Каделл ап Брохвайл, король (773 — 808)
  - Сейсиллуг — Меуриг ап Дивнуал, король (770 — 807)
- Франкское королевство — Карл Великий, король (768 — 814)
  - Бавария — Тассилон III, герцог (748 — 788)
  - Макон — Тьерри I, граф (733 — 791)
  - Нант — Ги Нантский, граф (ок. 786 — 818)
  - Овернь[англ.] — Иктерий, граф (778 — ок. 818)
  - Отён — Тьерри I, граф (733 — 791)
  - Пуатье — Аббон, граф (778 — ок. 811)
  - Шалон — Гверин I, граф (ок. 765 — ок. 819)
- Хазарский каганат —
  - Багатур, каган (760 — 786)
  - Обадия, бек (786 — 809)
- Швеция — Бьёрн Железнобокий, король (ок. 785 — ок. 800)
- Шотландия —
  - Дал Риада — Доннкорки, король (781 — 792)
  - Пикты — Дрест VIII, король (782 — 787)
  - Стратклайд (Альт Клуит) — Ридерх ап Эугейн, король (780 — 798)

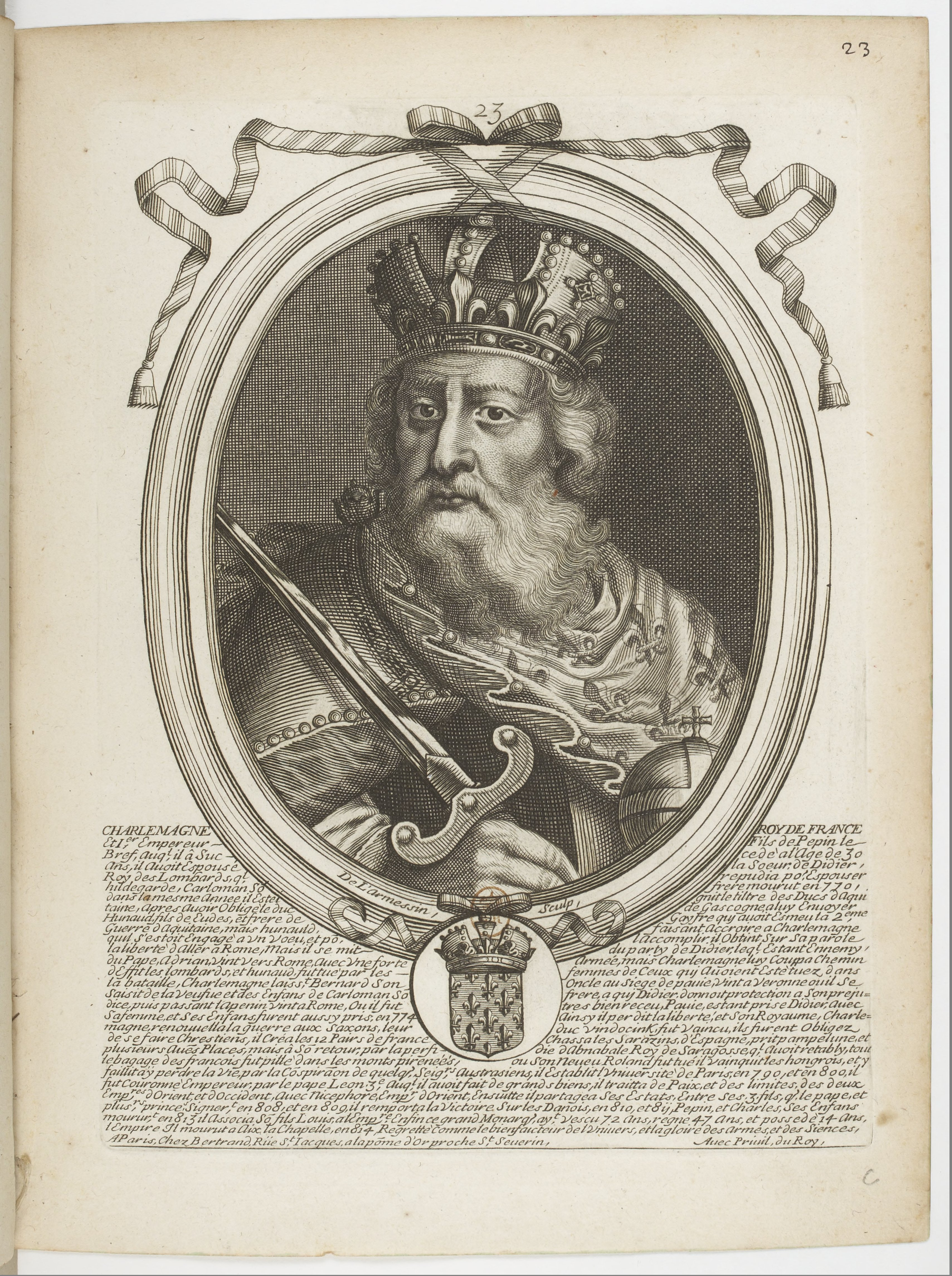
Карл Великий 768-814 Король франков
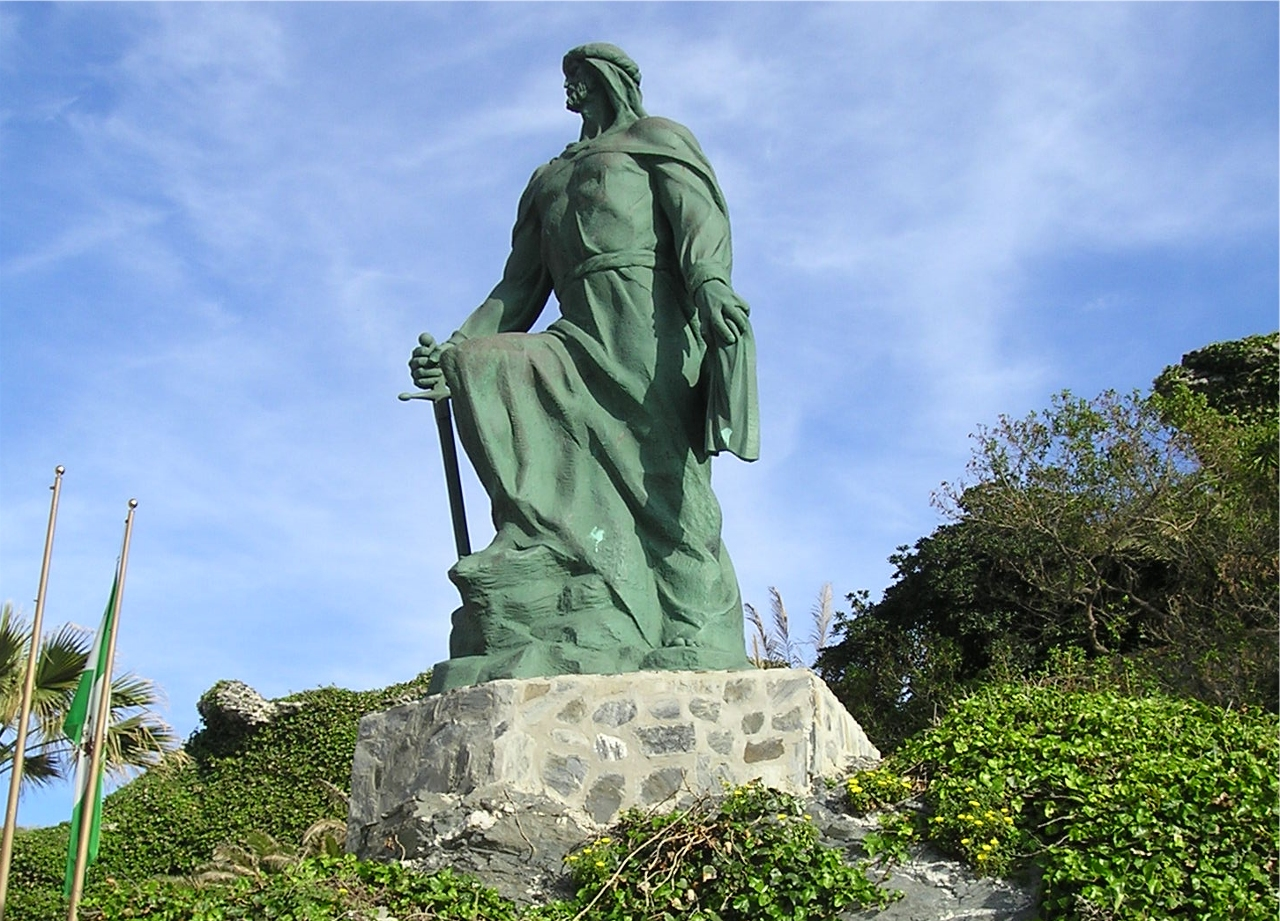
Абд ар-Рахман I 756-788 Эмир Кордовы
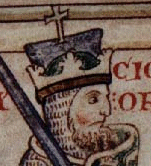
Оффа 757-796 Король Мерсии и Кента
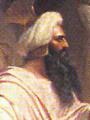
Харун аль-Рашид 786-809 Аббасидский халиф
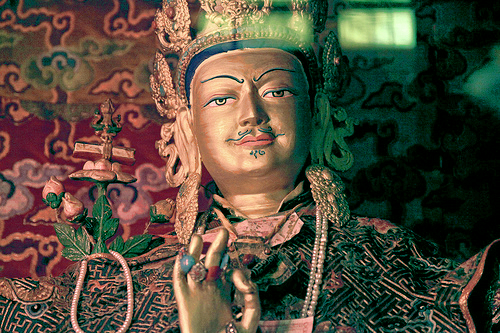
Тисонг Децэн 755-797 Царь Тибета
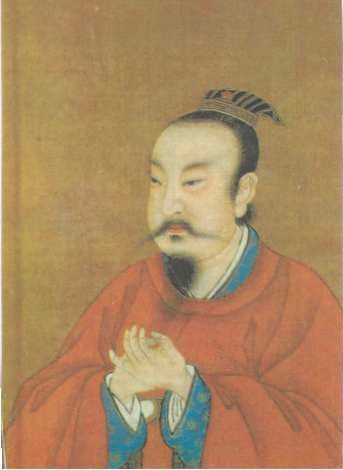
Дэ-цзун 779-805 Император Китая
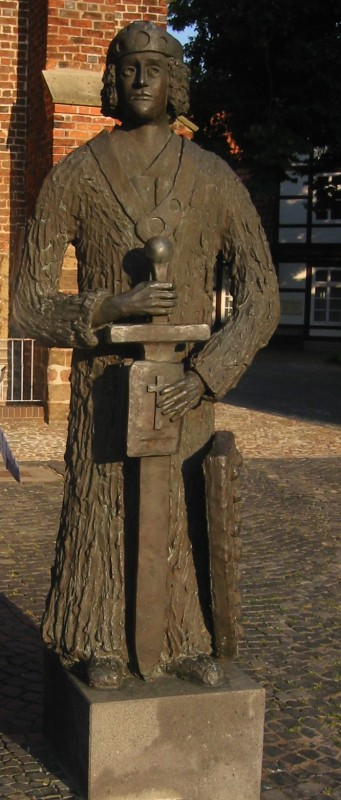
Видукинд 777-810 Вождь саксов
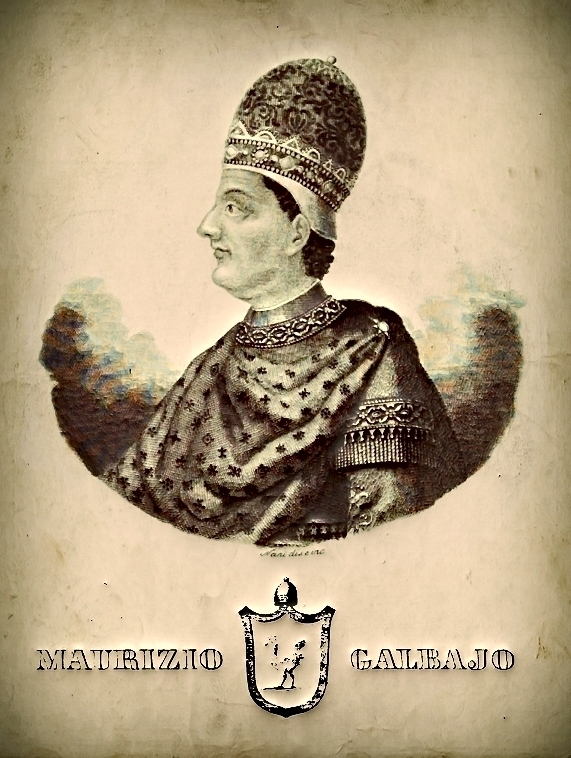
Маурицио Гальбао 764-787 Дож Венеции
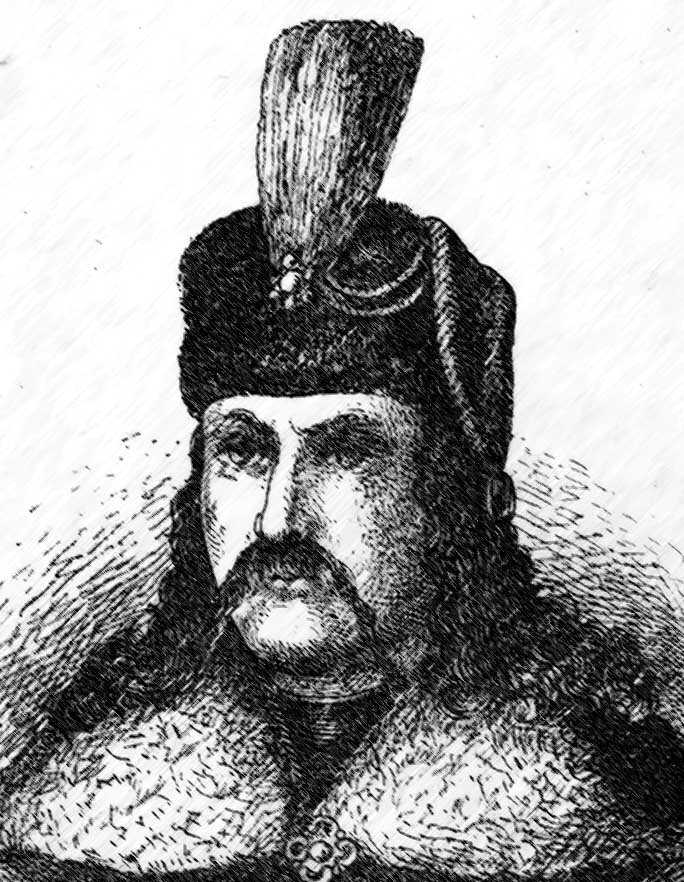
Вышеслав 768-814 Князь Сербии
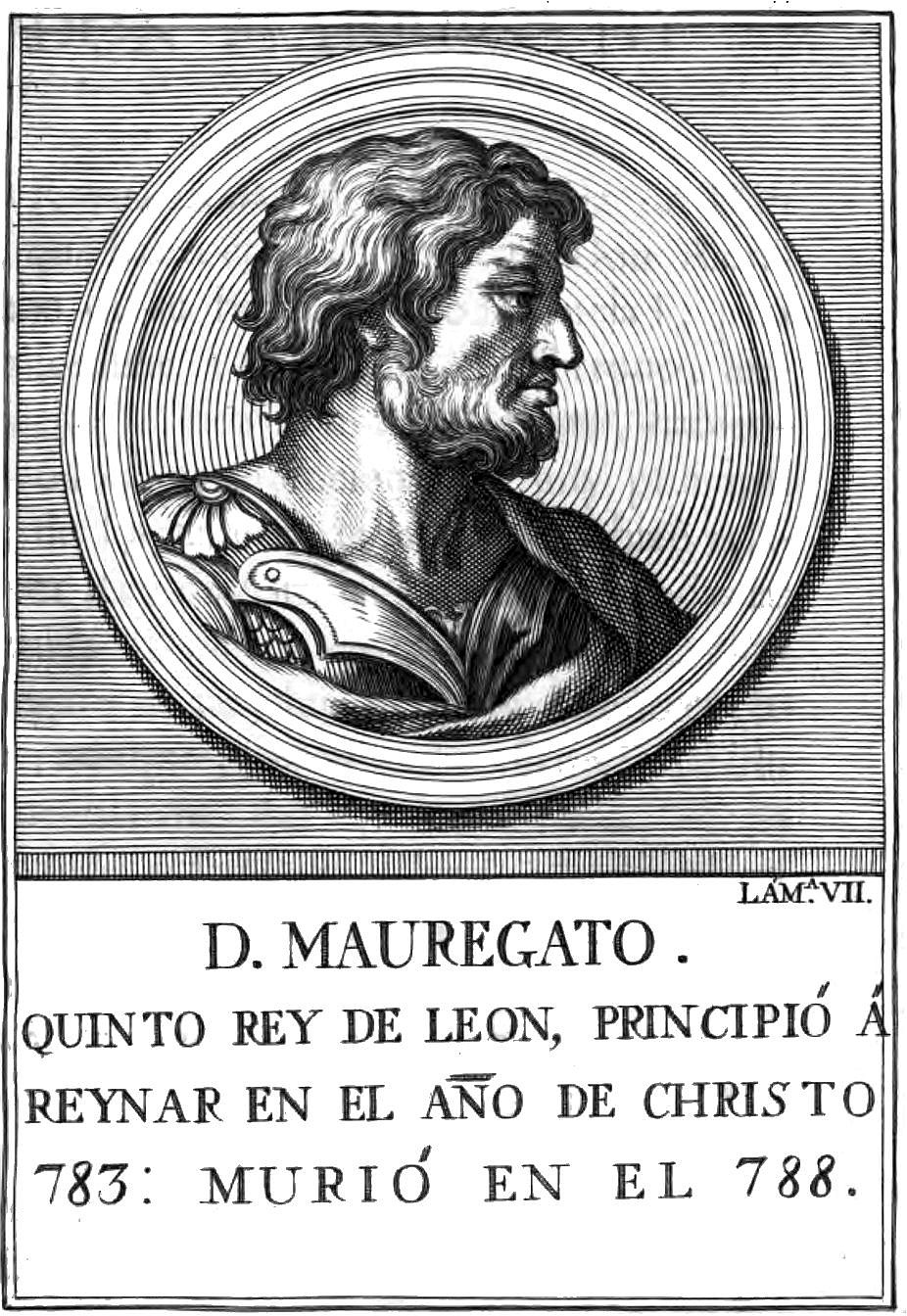
Маурегато 784-789 Король Астурии
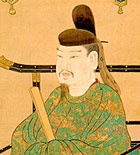
Камму 781-806 Император Японии
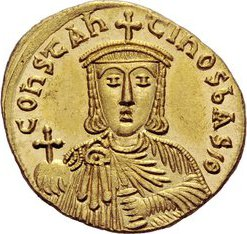
Константин VI 780-797 Император Византии
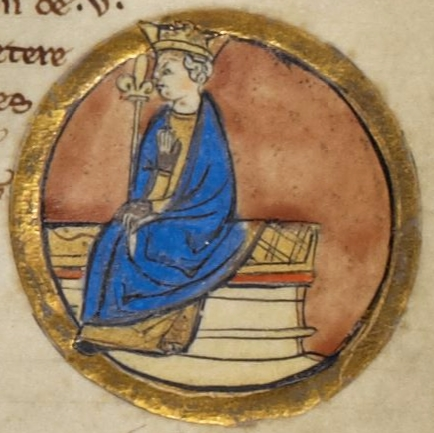
Беотрик 786-802 Король Уэссекса
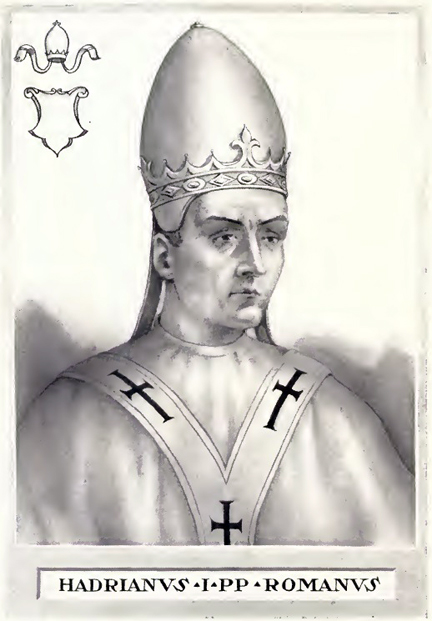
Адриан I 772-795 Папа римский